# Kragenhof bei Fuldatal
Der Kragenhof bei Fuldatal ist ein Naturschutzgebiet in der hessischen Stadt Kassel.

## Allgemeines
Das Naturschutzgebiet mit der Gebietsnummer 1633103 ist circa 7,7 Hektar groß. Nach Südosten grenzt es an Teile des Landschaftsschutzgebietes „Stadt Kassel“. Das Gebiet steht seit dem 13. Oktober 1981 unter Naturschutz.

## Beschreibung
Das Naturschutzgebiet liegt nordöstlich von Kassel auf der von einer Schleife der Fulda umflossenen Halbinsel Kragenhof. Es umfasst Flachwasserzonen der Fulda am Gleithang der Flussschleife und mehrere Inseln sowie Bereiche auf der Halbinsel. Die Inseln und ein schmaler Bereich am Ufer der Fulda sind mit Auengehölzen bestanden. Weiterhin umfasst das Naturschutzgebiet landwirtschaftlich genutzte Grünlandbereiche. Das Naturschutzgebiet dient in erster Linie dem Schutz verschiedener Wasservögel, die das Gebiet als Brut-, Rast- und Überwinterungsgebiet nutzen.